# Åsvittinge
Åsvittinge är en gård i Kuddby socken på Vikbolandet i Norrköpings kommun. Åsvittinge hade tidigare en hållplats längs med Vikbolandsbanan.
Vid gården finns även ett hällristningsområde med två skepp, 1,6 respektive 1,4 meter stora, och fem skålgropsförekomster, med sammanlagt 63 skålgropar och tre rännformiga fördjupningar. Fornlämningen betecknas Kuddby 250:1.